# Pteromalus kuwayamae
Pteromalus kuwayamae är en stekelart som beskrevs av Matsumura 1926. Pteromalus kuwayamae ingår i släktet Pteromalus och familjen puppglanssteklar. Inga underarter finns listade i Catalogue of Life.